# Peste nera in Inghilterra
La peste nera in Inghilterra fu un'epidemia di peste bubbonica che colpì il Regno d'Inghilterra nel giugno del 1348. Fu la prima e la più grave manifestazione della seconda pandemia di peste, causata dal batterio Yersinia pestis.
Dopo essersi originata in Cina, si diffuse a ovest lungo le tratte commerciali in Europa e arrivò sulle isole britanniche dalla provincia inglese della Guascogna. Sembra che la peste sia stata diffusa da ratti infettati da pulci, nonché da individui infettati nel continente europeo. I ratti sono i portatori del batterio Y. pestis e la pulce del ratto orientale fu il vettore principale.
Il primo caso conosciuto in Inghilterra fu un marinaio che arrivò a Weymouth, nel Dorset, dalla Guascogna nel giugno 1348. Entro l'autunno dello stesso anno, la peste aveva raggiunto Londra, e entro l'estate successiva aveva coperto l'intera nazione, prima di affievolirsi a dicembre. Delle stime al ribasso della mortalità fatte all'inizio del ventesimo secolo sono state corrette e alzate alla luce di una riesaminazione dei dati e di nuove informazioni; ora la stima della mortalità più largamente accettata è il 40–60% della popolazione.
La conseguenza più immediata fu un arresto delle campagne della guerra dei cent'anni. Nel lungo termine, la diminuzione della popolazione provocò una carenza di manodopera, con un conseguente aumento dei salari, opposto dai proprietari terrieri, che causò scontento tra i ceti bassi. La rivolta dei contadini del 1381 fu per la maggior parte causata da questo scontento, e sebbene la ribellione fu soppressa, nel lungo termine portò alla fine in Inghilterra della servitù della gleba. La peste nera interessò anche i lavori artistici e culturali, e potrebbe aver causato un aumento dell'uso dei dialetti.
Negli anni 1361–62 la peste tornò in Inghilterra, questa volta causando la morte di circa il 20% della popolazione. Dopodiché la peste tornò in modo intermittente nei secoli XIV e XV, con epidemie nazionali o locali. Da questo punto in poi l'effetto divenne via via meno grave, e una delle ultime epidemie di peste in Inghilterra fu la grande peste di Londra degli anni 1665-66.

## Contesto

### Inghilterra alla metà del XIV secolo

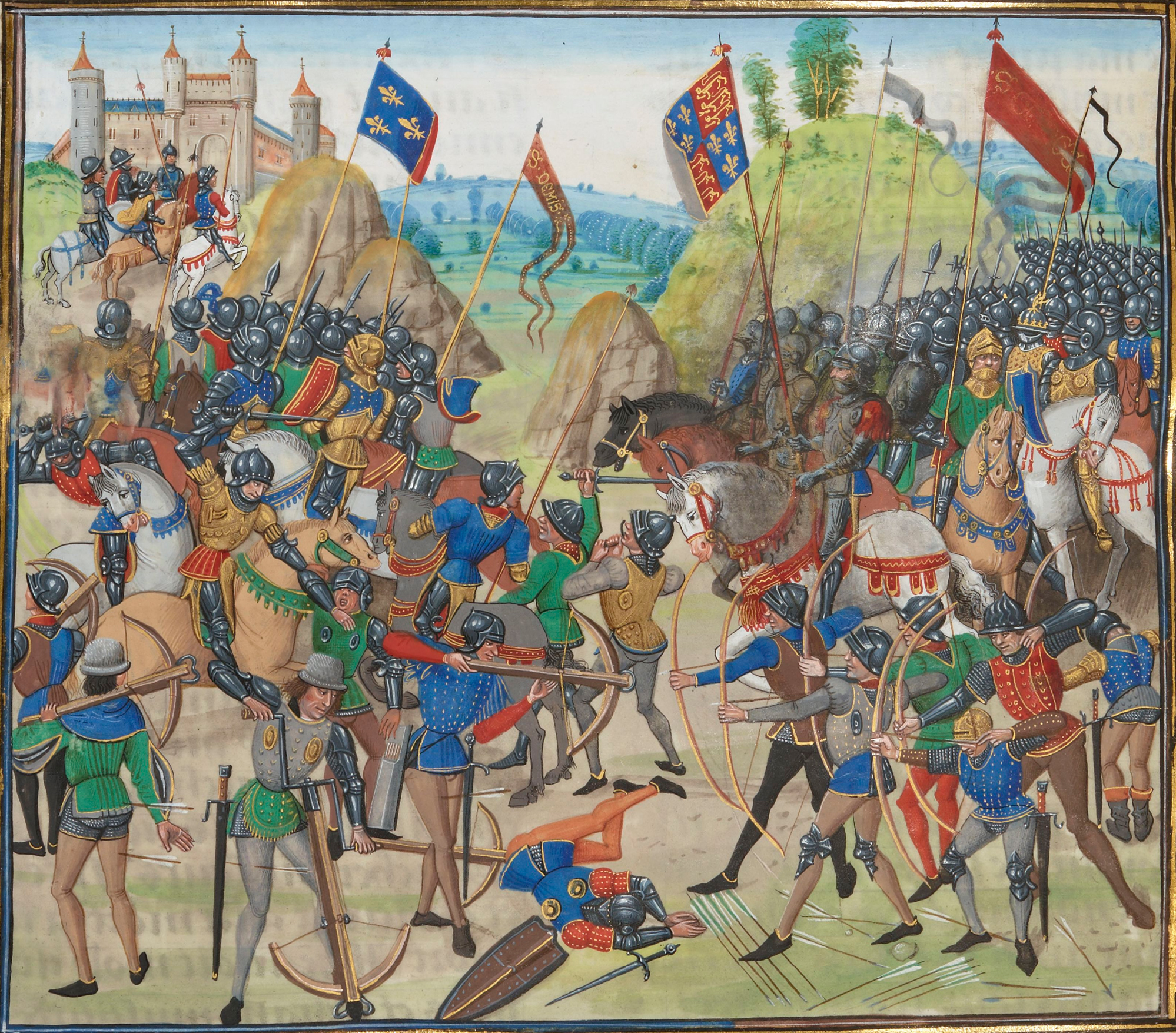
La battaglia di Crécy consolidò l'Inghilterra come potenza militare.

È impossibile stabilire con certezza l'esatto numero degli abitanti dell'Inghilterra alla vigilia della peste nera: le stime vanno dai 3 ai 7 milioni. Il numero più probabile è intorno ai 6 milioni di abitanti. Le crisi demografiche precedenti − in particolare la grande carestia del 1315-1317 − portarono a un grande numero di morti, ma non ci sono prove di diminuzioni significative di popolazione prima del 1348. L'Inghilterra era ancora una società principalmente rurale e agraria; circa il 90% della popolazione viveva in campagna. Tra le città più grandi, Londra era in una categoria a parte, con circa 70 000 abitanti. Altre città erano Norwich, con circa 12 000 persone, e York con circa 10 000. Il principale prodotto di esportazione, e fonte della ricchezza nazionale, era la lana. Fino alla metà del secolo le esportazioni consistevano principalmente di lana non lavorata per i produttori di tessuti delle Fiandre. Gradualmente però, la tecnologia per la produzione di tessuti usata in Europa continentale fu appresa dai produttori inglesi, che a metà secolo avviarono l'esportazione di tessuti che avrebbe prosperato nei decenni seguenti.
Politicamente, il regno si stava evolvendo in una grande potenza europea, sotto la sovranità giovane e energetica di Edoardo III. Nel 1346 gli inglesi sconfissero gli scozzesi nella battaglia di Durham, e sembra che Edoardo III avrebbe realizzato l'ambizione del nonno Edoardo I di portare gli scozzesi sotto la suzeraineté della corona inglese. Gli inglesi ottennero successi militari anche sul continente. Meno di due mesi prima della battaglia di Durham, un'armata inglese in inferiorità numerica guidata dal re in persona conquistò una spettacolare vittoria ai danni delle forze reali francesi nella battaglia di Crécy. La vittoria fu immediatamente seguita dall'assedio di Calais da parte del re. La caduta della città, avvenuta l'anno seguente, offrì agli inglesi un'enclave strategicamente importante che sarebbe rimasto sotto il loro dominio per oltre due secoli.

### La peste nera

La migrazione della peste nera in Europa

Il termine inglese per "peste nera" (Black Death) – che si riferisce alla prima e alla più grave delle epidemie della seconda pandemia – non era usato dai contemporanei, che preferivano nomi come la "grande pestilenza" o la "grande mortalità" (rispettivamente Great Pestilence e Great Mortality). Il termine con cui è ora nota l'epidemia diventò comune solo nel XVII secolo, probabilmente derivato dalle lingue scandinave. La peste nera è generalmente considerata essere un'epidemia di peste, causata dal batterio Yersinia pestis. Questi batteri sono portati dalle pulci, che possono essere trasferiti agli esseri umani tramite il contatto con i ratti. I morsi delle pulci portano la malattia nel sistema linfoide, attraverso cui arriva ai linfonodi. Qui i batteri si moltiplicano e danno origine a rigonfiamenti detti bubboni, termine dal quale deriva "peste bubbonica". Dopo tre o quattro giorni i batteri entrano nel flusso di sangue, e infettano organi come la milza e i polmoni. Il paziente morirà dopo pochi giorni. Una diversa forma della malattia è la peste pneumonica, nella quale i batteri entrano per via orale direttamente nei polmoni. Questa forma è molto più virulenta, dato che si diffonde direttamente da persona a persona. Entrambi questi tipi di infezione hanno giocato una parte significativa nella peste nera, mentre una terza forma era più rara. Questa è la peste setticemica (sepsi), nella quale il morso della pulce porta il batterio direttamente nel sangue, e la morte avviene molto rapidamente.
Uno studio del 2011 sugli scheletri riesumati dal cimitero della peste nera a East Smithfield, a Londra, ha trovato il DNA dello Yersinia pestis. Uno scavo archeologico nei dintorni di Thornton Abbey nel Lincolnshire fu riportato nella sezione scientifica del Guardian del 30 novembre 2016, che non solo ha confermato le prove del DNA di Y. pestis nei resti umani riesumati ma ha anche datato i resti alla metà del 1349.
Pare che la peste nera si sia originata in Asia centrale, dove il batterio Y. pestis è endemico nella popolazione dei roditori. È ignoto cosa abbia esattamente causato l'epidemia, probabilmente i roditori infetti sono entrati in contatto con gli umani per via di una serie di avvenimenti naturali. L'epidemia raggiunse Costantinopoli nella tarda primavera del 1347, tramite il commercio di mercanti genovesi nel Mar Nero. Da qui raggiunse la Sicilia nell'ottobre dello stesso nome, e entro l'inizio del 1348 si era diffusa in tutto l'entroterra italiano. Si diffuse rapidamente in Francia, e raggiunse Parigi entro il giugno 1348. Nello stesso periodo arrivò nella provincia inglese della Guascogna.

## Decorso della peste
Secondo le cronache dei frati grigi a King's Lynn, la peste arrivò via nave dalla Guascogna a Melcombe in Dorset –  oggi chiamata Weymouth –  poco prima della festa di San Giovanni Battista del 24 giugno 1348. Altre fonti fanno riferimento ad altri punti di arrivo, tra cui Bristol e Southampton. Sebbene la peste possa essere arrivata indipendentemente a Bristol in seguito, la Grey Friars' Chronicle è considerata il resoconto più autorevole. Se si presume che le cronache riportano il primo scoppio della peste, piuttosto che l'effettivo arrivo, allora l'arrivo avvenne molto probabilmente intorno all'8 maggio.
Da Weymouth la malattia si diffuse rapidamente in tutto il sud-ovest. La prima grande città ad essere colpita fu Bristol. Raggiunse Londra nell'autunno del 1348, prima della maggior parte della campagna circostante. Ciò era certamente successo prima di novembre, ma secondo alcuni resoconti già il 29 settembre. Arrivò a Londra da tre strade principali: via terra da Weymouth –  attraverso Salisbury e Winchester –  via terra da Gloucester, e lungo la costa via nave. L'effetto massimo della peste fu sentito nella capitale all'inizio dell'anno seguente. Le condizioni a Londra erano ideali per la peste: le strade erano strette e ricolme di liquami, e le case erano sovrappopolate e poco ventilate. Nel marzo del 1349 la malattia si stava diffondendo in tutta l'Inghilterra meridionale.
Durante la prima metà del 1349 la peste nera si diffuse verso nord. La peste arrivò anche per nave all'Humber, e da lì si diffuse sia a nord sia a sud. A maggio raggiunse York, e durante i mesi di giugno, luglio e agosto, devastò il nord. Certe contee settentrionali, come Durham e Cumberland, furono vittima di violente incursioni scozzesi, ed erano pertanto particolarmente vulnerabili ai danni della peste. La pestilenza è meno virulenta durante i mesi invernali, e si diffuse meno rapidamente. La peste nera in Inghilterra sopravvisse all'inverno del 1348–49, ma cedette nell'inverno successivo: a dicembre 1349 le condizioni stavano tornando alla normalità. Occorsero 500 giorni alla malattia per attraversare l'intera nazione.

## Pratiche mediche
Furono usati vari metodi per trattare i pazienti infetti dalla peste tra cui la sudorazione, il salasso, il vomito forzato, e l'urinare. Tra i molti sintomi della malattia si annoverano pustole, indurimento delle ghiandole sotto l'inguine e le ascelle, e la demenza. Durante la prima fase della malattia, il salasso fu effettuato sullo stesso lato in cui apparirono i bubboni. Ad esempio, se fossero apparsi nel lato destro dell'inguine il medico avrebbe salassato una vena nella caviglia destra. Per quanto riguarda la sudorazione, essa era indotta con medicine come Mithridate, Venice-Treacle, Matthiolus, Bezoar-Water, Serpentary Roots e Electuarium de Ovo. Veniva usata la sudorazione in casi disperati; il medico avrebbe avvolto il paziente nudo in una coperta pregna di acqua fredda. Veniva effettuata solo se il paziente avesse ancora calore naturale dentro di sé. L'effetto desiderato era di far sudare fortemente il paziente e quindi purgare tutta la corruzione dal sangue che fu causato dalla malattia.
Un'altra pratica prevedeva l'uso dei piccioni per la cura dei rigonfiamenti. I rigonfiamenti che erano di colore bianco e profondi erano difficili da rompere ed erano unti con l'Oil of Lillies o Camomil.

## Vittime

### Bilancio delle vittime
Sebbene i registri storici per l'Inghilterra fossero più estesi di quelli di qualsiasi altra nazione europea, è comunque estremamente difficile stimare il bilancio delle vittime. La difficoltà è dovuta all'incertezza riguardo alla popolazione totale, come descritto sopra, ma anche a problemi relativi alla proporzione della popolazione che morì per l'epidemia. I resoconti del tempo sono spesso fortemente gonfiati, dichiarando numeri intorno al 90%. I moderni storici danno stime che vanno dal 25% a più del 60% della popolazione totale.
Il lavoro pionieristico nel campo fu fatto da Josiah William Russell nel suo British Medieval Population del 1948. Russell ha studiato le inquisizioni post mortem (IPM) –  fatte dalla corona per quantificare la ricchezza dei proprietari terrieri più importanti dopo la loro morte –  per valutare la mortalità portata dalla peste nera; da questo arrivò a una stima del 23,6 per cento dell'intera popolazione. Controllò anche i registri episcopali per il bilancio delle vittime nel clero, dove il risultato era tra il 30 e il 40%. Russell pensò che il clero fosse particolarmente a rischio di contagio e concluse infine che il livello di mortalità fosse solo del 20%.
Molte delle assunzioni di Russell sono state contestate, e da allora la tendenza è stata di migliorare per eccesso la stima. Philip Ziegler, nel 1969, stimò che il bilancio fosse circa un terzo della popolazione. Jeremy Goldberg, nel 1996, pensò che un numero più vicino a 45% potesse essere più realistico. Uno studio del 2004 di Ole Jørgen Benedictow suggerisce un livello di mortalità eccezionalmente alto, del 62,5%. Assumendo una popolazione di 6 milioni, questa stima corrisponderebbe a 3 750 000 morti. Tale percentuale porterebbe l'Inghilterra sopra la media che Benedictow stima per l'intera Europa occidentale, che è il 60%. Un tale tasso di morti non è stato accettato universalmente dalla comunità degli storici.
Nel 2016, Carenza Lewis ha riportato i risultati di un nuovo metodo per valutare il bilancio delle vittime. Argomentò che i prodotti di terracotta prima e dopo la peste nera sono databili perché ci fu una transizione verso lo stile tardo medievale, e inoltre che contare i prodotti di entrambi i tipi avrebbe perciò fornito un utile indicatore per cambiamenti a lungo termine della popolazione. Con i suoi colleghi analizzò frammenti di terracotta in più di 50 insediamenti rurali occupati in maniera continuativa nell'Inghilterra orientale, e trovò un declino del 45% nel numero di luoghi di produzione di terracotta. Norfolk ebbe la diminuzione più grande, del 65%, mentre non c'è stata alcuna diminuzione nel 10 per cento degli insediamenti, perlopiù centri di commercio.

#### Impatto della peste nera: 1349
L'arcivescovo Zouche di York distribuì un avviso nella diocesi a luglio 1348 (quando l'epidemia infuriava più a sud) di 'grandi mortalità, pestilenze e infezioni dell'aria'.
La Grande Mortalità, come era nota allora, arrivò nello Yorkshire intorno a febbraio 1349 e si diffuse rapidamente in tutta la diocesi. Il clero era in prima linea contro la malattia, portando conforto ai moribondi, ascoltando le confessioni finali e organizzando sepolture. Questo, quasi per necessità, li pose a grande rischio di infezione.
Le stime suggeriscono che il bilancio delle vittime del clero in alcune parti dell'arcidiocesi poteva essere stato del 48%. Questa stima si riflette nel registro delle ordinazioni, che mostra un grande aumento dei prelati ordinati in questo periodo – alcuni reclutati prima dell'arrivo della peste, ma molti una volta che arrivò la peste, per sostituire coloro i quali sono stati uccisi. Nel 1346, furono reclutati 111 preti e 337 accoliti. Nel 1349, furono nominati 299 preti e 683 accoliti, con l'ordinazione di 166 preti solo in una sessione a febbraio 1350."

### Distribuzione sociale
Russell credeva che le IPM dessero una fotografia veritiera della media nazionale, poiché presumeva che il bilancio delle morti fosse relativamente uguale a prescindere dal ceto sociale. Questa assunzione fu poi confutata, e gli studi sulla mortalità dei contadini dai rotoli della corte portarono a valori molto più alti. Questa poteva essere una conseguenza della possibilità delle élite di evitare l'infezione fuggendo dalle aree infettate. Inoltre, la minore mortalità post-infezione dei più abbienti poteva essere dovuta a maggior accesso alle cure. Se così fosse, questo potrebbe significare che i tassi di mortalità del clero –  che stava generalmente meglio della popolazione media –  non erano più alti della media.
I registri della corte offrono una buona opportunità di studiare la distribuzione geografica della peste. Il suo effetto sembra essere stato lo stesso in tutta l'Inghilterra, anche se un posto come l'Anglia orientale, che aveva frequenti contatti con il Continente, fu colpita gravemente. A livello locale, tuttavia, c'erano grandi variazioni. Uno studio delle dimore del vescovo di Worcester rivelano che, mentre le sue tenute di Hartlebury e di Hambury avevano un tasso di mortalità del solo 19 per cento, la tenuta di Aston perse l'80% della popolazione. I rotoli della corte sono meno utili per studiare la distribuzione demografica della mortalità, siccome essi tenevano conto solo dei capifamiglia, solitamente uomini adulti. In questo caso le IPM mostrano che i più vulnerabili alla malattia erano i bambini e gli anziani.
Sembrano esserci molto poche vittime della peste nera agli alti livelli della società. L'unico membro della famiglia reale la quale morte si può dire con certezza era in Francia al tempo dell'infezione. La figlia di Edoardo III Giovanna risiedeva a Bordeaux lungo la strada per sposare Pedro I di Castiglia nell'estate del 1348. Quando la peste scoppiò nella sua casa fu spostata in un piccolo villaggio vicino, ma non poté evitare l'infezione e morì lì il 2 settembre. È possibile che il popolare autore religioso Richard Rolle, che morì il 30 settembre 1349, sia stato un'altra vittima della peste nera. Anche il filosofo inglese Guglielmo di Ockham è stato menzionato come vittima della peste ma in realtà Ockham, che viveva a Monaco, morì il 10 aprile 1347, due anni prima che la peste nera raggiungesse la città.

## Conseguenze

### Effetti politici, sociali ed economici
Tra le conseguenze più immediate della peste nera in Inghilterra fu una mancanza di manodopera nelle fattorie, e un corrispondente aumento dei salari. La visione del mondo medievale fu incapace di interpretare questi cambiamenti in termini di sviluppo socio-economico, e invece divenne comune incolpare la degradazione dei costumi. I proprietari terrieri videro l'aumento dei salari come un segno di rivolte sociali e insubordinazione e reagirono con coercizione. Nel 1349, il re Edoardo III passò l'Ordinance of Labourers (ordinanza dei lavoratori), impostando i salari ai livelli pre-peste. L'ordinanza fu rinforzata dall'approvazione del Parlamento dello Statute of Labourers nel 1351. Le leggi sul lavoro furono applicate con determinazione spietata nei decenni a seguire.

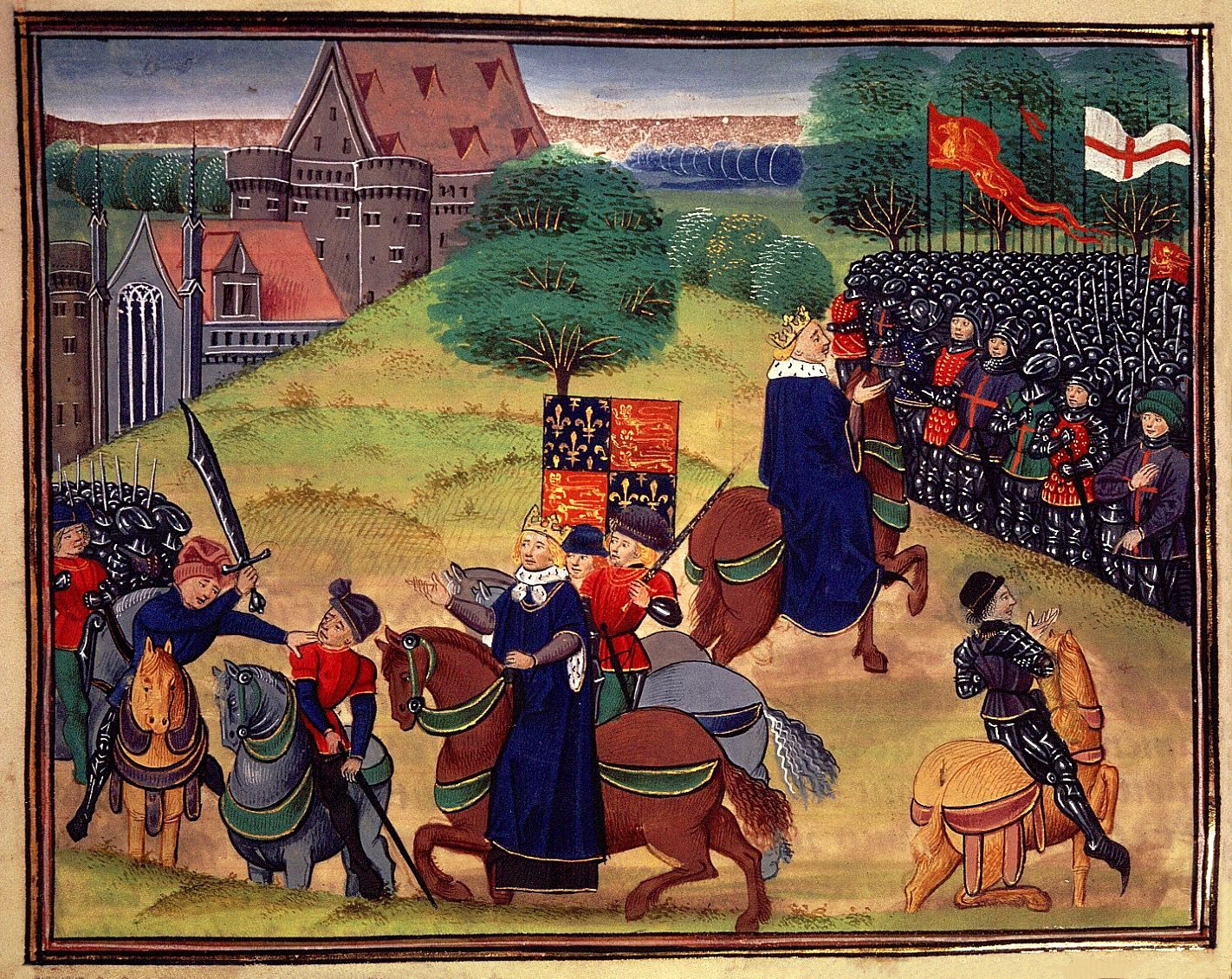
La rivolta dei contadini: il capo ribelle Wat Tyler viene ucciso sulla sinistra, mentre il giovane Riccardo II placa la folla sulla destra.

Queste misure legislative si rivelarono largamente inefficaci a regolare il mercato, e le misure repressive per applicarle causò malcontento pubblico. Queste condizioni contribuirono alla rivolta dei contadini del 1381. La rivolta cominciò nel Kent e nell'Essex a fine maggio, e una volta che i ribelli raggiunsero Londra bruciarono il Savoy Palace di Giovanni Plantageneto, I duca di Lancaster, e uccisero sia il lord cancelliere e il tesoriere. Essi poi richiesero la totale abolizione della servitù della gleba, e non furono placati fino a che il giovane re Riccardo II intervenne personalmente. La ribellione fu infine soppressa, ma i cambiamenti sociali che promuoveva erano già irreversibili. Intorno al 1400 la servitù della gleba era virtualmente estinta in Inghilterra, sostituita da una forma di ordinamento fondiario detto copyhold.
Il governo inglese gestì bene la crisi di metà Trecento, senza cadere nel caos come il governo dei Valois in Francia. Per larga misura, questo fu merito di amministratori come il tesoriere William de Shareshull e il Lord Chief Justice William Edington. Il più grande effetto della peste sul governo fu probabilmente sul campo militare, dove non furono avviate grandi campagne in Francia fino al 1355.
Un'altra conseguenza della peste degna di nota fu l'aumento del salario reale dell'Inghilterra (dovuto a mancanza di manodopera derivata dalla riduzione della popolazione), una caratteristica condivisa in tutta l'Europa occidentale, che in generale portò a un salario reale nel 1450 che per molte nazioni rimase ineguagliato fino al XIX o al XX secolo. I salari più elevati per i lavoratori insieme al crollo dei prezzi per i prodotti di grano portarono a una situazione economica problematica per la gentry. Di conseguenza, essi cominciarono a mostrare interesse per cariche come giudice di pace, sceriffo e parlamentare. La gentry approfittò delle sue nuove posizioni e si diffuse una corruzione ancor più sistematica di quanto era in precedenza. Una conseguenza di questo fu che la gentry come gruppo diventò fortemente disprezzato dai comuni cittadini.

### Conseguenze religiose e culturali
L'onnipresenza della morte ispirò anche una maggiore pietà da parte dei ceti più elevati, che può essere vista nel fatto che furono fondati tre collegi di Cambridge durante o poco dopo la peste nera. In Inghilterra non ci fu la tendenza, comune nel continente, dei flagellanti. Non ci furono nemmeno pogrom contro gli ebrei, siccome furono espulsi da Edoardo I nel 1290.
L'alto tasso di mortalità nel clero portò naturalmente a una carenza di preti in molte parti della nazione. Il clero veniva considerato di uno stato più elevato rispetto alle persone normali: questo era dovuto alla loro vicinanza a Dio, essendo i suoi emissari sulla Terra. Tuttavia, dato che la chiesa stessa diede la colpa della peste nera al comportamento inappropriato degli umani, l'elevato tasso di morti nel clero portò il popolo a perdere fiducia nella Chiesa come istituzione − si rivelò inefficace contro gli orrori dello Y. pestis come ogni altra istituzione. Il popolo inglese era irritato dalla corruzione del sacerdozio cattolico. Molti preti abbandonarono la persone terrorizzate. Altri cercavano benefici dalle famiglie ricche che avevano bisogno di sepolture. L'insoddisfazione portò all'anti-clericalismo e all'ascesa di John Wycliffe, un prete inglese. Le sue idee aprirono la strada alla riforma cristiana in Inghilterra. Alcune persone non persero la loro fede cristiana, semmai fu rinnovata; cominciarono a desiderare una relazione più personale con Dio − nel periodo successivo alla peste nera cominciò a diffondersi l'uso delle chantry (cappelle private) non solo da parte della nobiltà, ma anche tra i benestanti. Questo cambiamento nel potere del papato in Inghilterra è messo in evidenza dagli statuti del Praemunire.
La peste nera influenzò significativamente anche le arti e la cultura. Era inevitabile che una catastrofe di tali proporzioni avrebbe interessato alcuni dei maggiori progetti di costruzione, dato che la quantità di manodopera disponibile crollò bruscamente. La costruzione delle cattedrali di Ely e Exeter furono temporaneamente arrestate negli anni immediatamente successive al primo scoppio della peste. La carenza di manodopera aiutò anche a velocizzare la transizione dallo stile decorato al meno elaborato stile perpendicolare. La peste nera potrebbe anche aver incentivato l'uso dell'inglese vernacolare, dato che il numero di insegnanti esperti di francese diminuì, contribuendo allo sviluppo a fine XIV secolo della letteratura inglese, rappresentato da scrittori come Geoffrey Chaucer e John Gower.

## Riprese

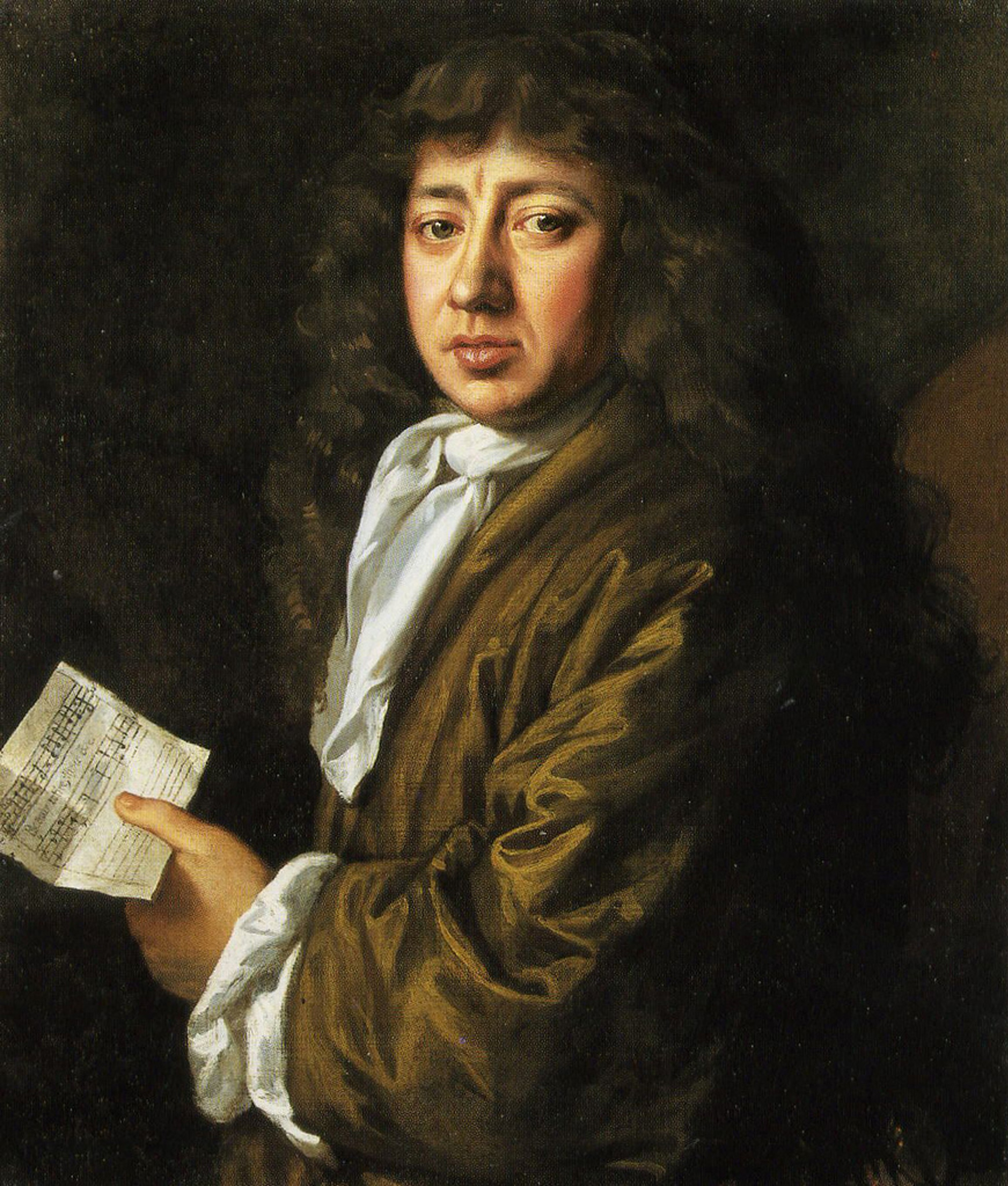
Nei suoi diari, Samuel Pepys diede una vivida descrizione della grande peste di Londra; uno degli ultimi scoppi della "seconda pandemia".

La peste nera fu la prima occorrenza della cosiddetta Seconda Pandemia, che continuò a colpire l'Inghilterra e il resto dell'Europa in maniera più o meno sistematica fino al XVIII secolo. La prima ripresa grave in Inghilterra avvenne negli anni 1361−62. Si sa poco del tasso di morti dovuti agli ultimi scoppi, ma la cosiddetta pestis secunda potrebbe aver avuto una mortalità del 20%. Questa epidemia fu inoltre particolarmente devastante per l'abilità della popolazione di recuperare, dato che colpì sproporzionatamente i bambini e i giovani. Questo fu anche il caso per la occorrenza successiva, nel 1369, dove il tasso di morti era intorno al 10−15%.
Nel corso dei decenni seguenti la peste sarebbe ritornata –  a livello nazionale o regionale –  a intervalli dai 5 ai 12 anni, con bilanci delle vittime gradualmente ridotti. In seguito, nei decenni dal 1430 al 1480, la malattia tornò in pieno vigore. Uno scoppio nel 1471 prese il 10–15 per cento della popolazione, mentre il bilancio di vittime della peste del 1479–80 potrebbe stato del 20%. Da quel punto gli scoppi sono stati meno e più gestibili; ciò è largamente dovuto agli sforzi da parte dai governi locali e centrali –  dal tardo XV secolo in avanti – per limitare la malattia. All'inizio del XVII secolo la Seconda Pandemia era finita. Una delle sue ultime occorrenze in Inghilterra fu la famosa grande peste di Londra negli anni 1665–66.